# Alpha Kabinet Keita
Pour les articles homonymes, voir Keita.
Alpha Kabinet Keita, né en mai 1980 à Conakry en Guinée, est médecin microbiologiste guinéen.
Responsable de laboratoire et directeur adjoint du Centre de recherche et de formation en infectiologie de Guinée depuis 2018,.
Depuis le 10 février 2022, il est recteur de l’Université Gamal Abdel Nasser de Conakry.

## Biographie et études
Alpha Kabinet Keita est né à Conakry en République de Guinée en 1980. Il fait ses études secondaires jusqu’à l’obtention du baccalauréat en sciences expérimentales au lycée du Groupe Scolaire Victor Hugo de Conakry.

## Études supérieures
Après son baccalauréat, Alpha intègre l’Université Gamal Abdel Nasser de Conakry en 2000 où il a passé un an à la faculté des sciences, au département des sciences biomédicales avant d’entamer les études de médecine à la faculté de médecine pharmacie et odontostomatologie, l’actuelle faculté des sciences et techniques de la santé d'où il sort en 2007 diplômé en médecine générale à la faculté de médecine, pharmacie et odontostomatologie de l’UGANC, .
Il va ensuite s’installer en 2008 en France où il poursuit ses études en master es sciences à l’université d'Aix-Marseille, puis son doctorat en maladies infectieuses et microbiologie,.

## Parcours professionnel

### Début
En 2015, il a été responsable du laboratoire du centre de traitement Ébola à Macenta en Guinée pendant l’épidémie.
En 2015 à travers le projet PostEbogui, il a travaillé avec son équipe sur le suivi des malades guinéens guéris d’Ebola, ce qui leur a permis la création de deux laboratoires de recherche en Guinée.
En 2017, il a été sélectionné parmi 300 jeunes chercheurs pour être l’ambassadeur en Guinée de la deuxième édition du Forum du prochain Einstein (Next Einstein Forum) (NEF).  
En 2019, il est distingué parmi les 25 meilleurs chercheurs Africain de moins de 42 ans par le Next Einstein Forum (NEF) mettant ainsi en avant ses travaux de recherche sur les zoonoses dans un contexte Une Seule Santé. 
Faisant également carrière dans l’enseignement, il est inscrit sur la liste d’aptitude aux fonctions chargé de recherche au Conseil Africain et Malgache pour l’Enseignement Supérieur (CAMES) au compte de l’université Gamal Abdel Nasser de Conakry (UGANC). 

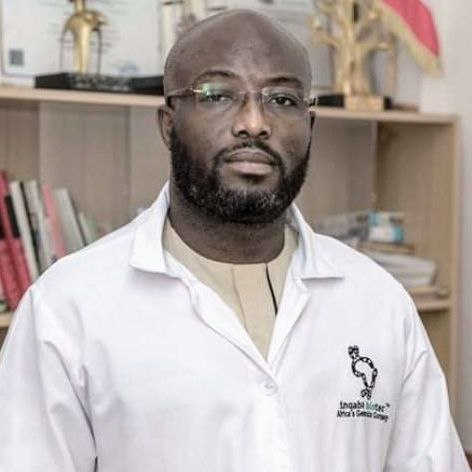

### Recherche
Alpha Kabinet a commencé ses travaux sous la supervision du Pr Florence Fenollar dans les laboratoires du Pr Didier Raoult à l'unité de recherche sur les maladies infectieuses tropicales émergentes (URMITE) où ses défis étaient d'élucider comment T. whipplei se transmet à l'humain et d'identifier son réservoir naturel. Sa contribution a permis de proposer une histoire naturelle cohérente de la bactérie, de montrer qu’elle est une bactérie fréquente qui se contracte très tôt durant l'enfance, d'identifier l'humain comme seul réservoir connu et de suggérer que la transmission de la bactérie serait interhumaine, selon les conditions d'hygiène,.
Lors de son post-doctorat à l'Institut de Recherche pour le Développement (IRD) de Dakar (Sénégal) au sein de l'UMR 198-URMITE, Alpha a été impliqué dans la recherche sur le paludisme et l'étude des causes de fièvres non palustres. Tout d'abord, il a participé à l'introduction du diagnostic d'espèces PCR en temps réel du paludisme à la station de recherche de Dielmo à 280 km de Dakar.
La procédure de diagnostic a renforcé la microscopie et les tests de diagnostic rapide (TDR), les cas de paludisme à très faible parasitémie étant plus facilement diagnostiqués. En outre, il a dirigé la mise en œuvre à Kindia et à Maferinyah en Guinée, une étude sur les causes de fièvres non palustres. Plusieurs missions ont été nécessaires pour mener à bien l'étude, en partie soutenue par la Fondation Mérieux.
Avec l'épidémie d'Ebola en Guinée (2014-2016), Alpha a commencé à réorienter ses intérêts de recherche vers le virus Ebola. Il est intervenu après une formation sur les conditions de travail en laboratoire pour le diagnostic de la maladie à virus Ebola au Centre de Traitement Ebola (CTE) de Macenta dans la région de la forêt guinéenne,. Il intègre l'EPRUS (Établissement de préparation aux urgences sanitaires) en tant que microbiologiste. Il était responsable du laboratoire mis en place au sein du Centre de traitement Ebola (CTE) par l'Institut Pasteur de la ville de Macenta à 704 km de Conakry. Le laboratoire était le seul centre de diagnostic de la région. Il couvrait 10 provinces, dont Macenta, Guéckédou, Kissidougou, Nzérékoré, Lola, Yomou, Faranah, Siguiri, Kankan et Kérouané. Cette expérience lui a permis d'être à la pointe de la lutte contre la maladie à virus Ebola en Guinée.
Sous la direction du Pr Éric Delaporte et du Dr Martine Peeters, Alpha Kabinet Keita a d'abord été recruté en tant que post-doctorant à l'IRD puis premier chercheur post-doctorant de l’I-site MUSE (Montpellier Université d’Excellence). Il a été affecté à l'unité de recherche translationnelle sur le VIH et les maladies infectieuses (TransVIHMI) où il devient chercheur titulaire dans l’équipe diversité génétique, résistance, émergence à l’interface humain faune sauvage. Grâce à ces postes, il a pu développer un projet de recherche global « ONE HEALTH » en Guinée sur l'étude du virus Ebola à l'interface humain-faune,. L'objectif est de documenter la présence du virus Ebola à l'interface de l'animal et de l'humain en Guinée afin d'évaluer le risque de transmission du virus Ebola à l'humain et de comprendre le mécanisme de circulation du virus,.
Pour mener à bien son travail en Guinée, Alpha a mis en place un laboratoire de virologie moléculaire à l'Institut national de santé publique du pays. Avec ses collègues, ils ont créé le centre de recherche et de formation sur les maladies infectieuses en Guinée dont il dirige actuellement le laboratoire.

#### Enseignement
En plus de ses activités de recherche, il est également impliqué dans des activités d'enseignement à l'Université de Conakry.
Il est membre du comité scientifique de la faculté des sciences et technique de la santé (FSTS) de l'Université Gamal Abdel Nasser de Conakry (UGANC). Coordinateur de la recherche au Centre d’excellence africain pour la prise en charge des maladies transmissibles (CEA-PCMT).
Avec un accord-cadre avec l’Université de Montpellier et celle de l’UGANC, le chercheur avec ses collègues ont pu développer des programmes de formation diplômantes dont le diplôme interuniversitaire en santé globale et maladies émergentes et un master en microbiologie-immunologie.
Actuel recteur de l'Université Gamal Abdel Nasser de Conakry, il a en sa charge la gestion de plusieurs institutions de recherche, facultés et centres d’études,.
Depuis juillet 2023, il est inscrit sur la liste d'aptitude aux fonctions de maitre de recherche du CAMES (Conseil Africain et Malgache pour l’Enseignement Supérieur).

#### Publications
Alpha Kabinet Keita est auteur et coauteur de 60 publications scientifiques dans des revues scientifiques. Pour le chercheur, l’année 2021 est marqué par la publication des travaux de recherche majeure dans trois revues scientifiques Nature, Science et Lancet Microbe.

#### Projets de recherche dirigés
Investigateur et ou co-investigateur de plusieurs projets impliquant santés humaines, animales et environnementale ; Alpha est impliqué dans la promotion de l’approche « Une Seule Santé » dans la gestion des épidémies et des problèmes de santé en général notamment les projets : 
- Ebohealth[22]
- EboSursy[23]
- Doperaus [24]
- BATCov[15]
- Africam-Guinée[25],[26]

### Hypothèse de recherche Ebola

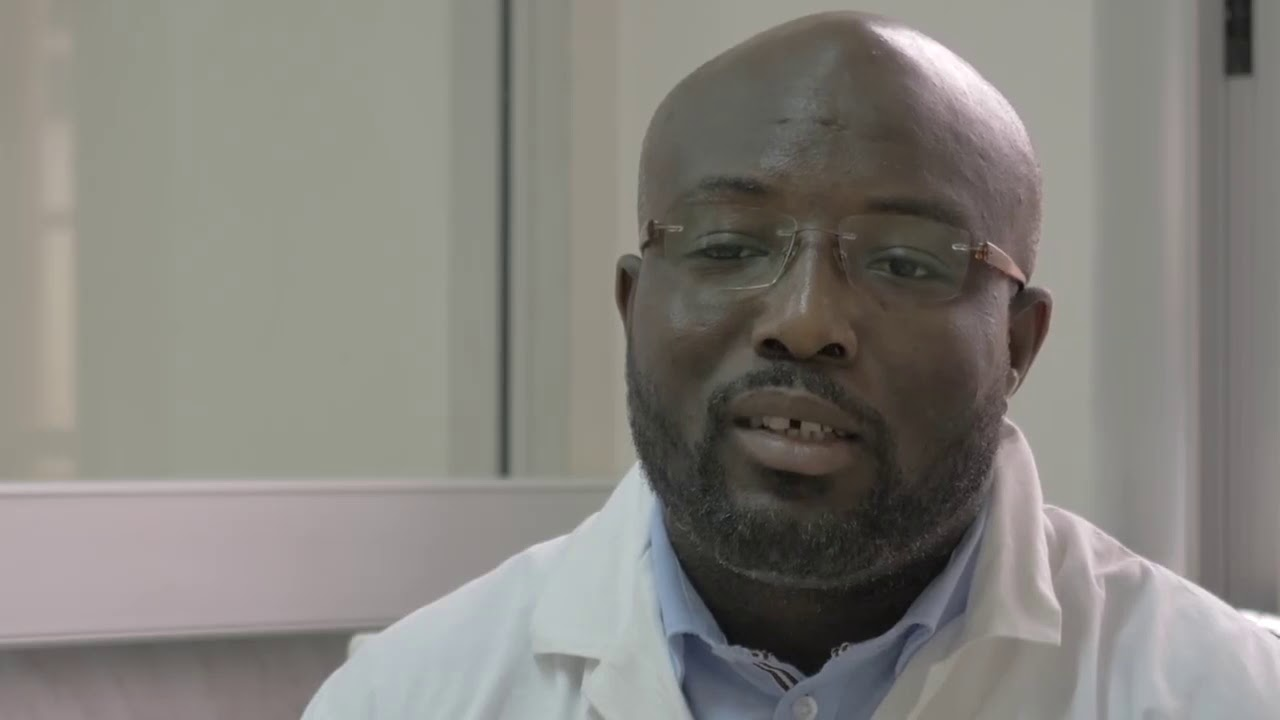

Résurgence du virus Ebola : le chercheur avec son équipe a publié en 2021 dans la revue scientifique Nature, l’hypothèse que le virus Ebola peut avoir une période de latence allant jusqu'à 5 ans chez l'humain après une première infection.
Ebola dans le sperme et le lait maternel : la participation active du chercheur avec son équipe dans le projet PostEbogui a permis après un suivi de 40 mois des survivants de la maladie à virus Ebola en Guinée a révélé la détection à long terme de l’acide ribonucléique viral Ebola dans le sperme et le lait maternel .

## Prix et distinctions
- 2006 : Premier prix de la meilleure communication scientifique sur le VIH/SIDA 7èmes Conférences du Réseau des Étudiants en Médecine de l’Afrique de l’Ouest (REMAO) Niger à Niamey[29],
- 2012 : Médaille de Bronze de la Fondation Infectiopôle Sud à Marseille[7]
- 2015 : Bourse postdoctorale, Institut de Recherche pour le Développement (IRD), Janvier 2016-Decembre 2017[7]
- 2015 : Bourse de formation Wellcome Trust Molecular Approaches to Clinical Microbiology in Africa (Nairobi, Kenya)[30]
- 2010 : Bourse de thèse Fondation de Coopération Scientifique « Infectiopôle Sud » Marseille, France
- 2017 : Ambassadeur science et technologie du Forum du prochain Einstein[31]
- 2018 : Bourse postdoctorale, Montpellier Université d’Excellence (MUSE), Février 2018-Janvier 2020
- 2019 : Distingué parmi les 25 meilleurs chercheurs africain de moins de 42 ans[32]
- 2022 : Prix du meilleur médecin guinéen de l'année 2021, par l'ONG la Tabala[33]